# Нидерланды на летних Олимпийских играх 1948
Нидерланды были представлены на летних Олимпийских играх 1948 года 149 спортсменами (115 мужчин, 34 женщины), выступившими в состязаниях по 18 видам спорта. Нидерландская сборная завоевала 16 медалей (5 золотых, 2 серебряных и 9 бронзовых), что вывело её на 11 место в неофициальном командном зачёте.

## Медалисты
| Медаль  | Спортсмен | Вид спорта                  | Дисциплина                                 |
| ------- | --- | --------------------------- | ------------------------------------------ |
| Золото  | Фанни Бланкерс-Кун | Лёгкая атлетика             | Женщины, 100 м                             |
| Золото  | Фанни Бланкерс-Кун | Лёгкая атлетика             | Женщины, 200 м                             |
| Золото  | Фанни Бланкерс-Кун | Лёгкая атлетика             | Женщины, 80 м с барьерами                  |
| Золото  | Фанни Бланкерс-Кун Ксениа Стад-де Йонг Герда ван дер Каде-Каудейс Жанетта Витцирс-Тиммер                                                        | Лёгкая атлетика             | Женщины, эстафета 4 x 100 м                |
| Золото  | Нел ван Влит | Плавание                    | Женщины, 200 м брассом                     |
| Серебро | Геррит Вортинг | Велоспорт                   | Мужчины, групповая гонка по шоссе          |
| Серебро | Алида ван дер Анкер-Дуденс | Гребля на байдарках и каноэ | Женщины, байдарки-одиночки, 500 м          |
| Бронза  | Вим Слейкхёйс | Лёгкая атлетика             | Мужчины, 1500 м                            |
| Бронза  | Вим Слейкхёйс | Лёгкая атлетика             | Мужчины, 5000 м                            |
| Бронза  | Мари-Лауисе Линссен-Вассен | Плавание                    | Женщины, 100 м вольным стилем              |
| Бронза  | Ирма Хейтинг-Схюхмахер Ханни Термёлен Мари-Лауисе Линссен-Вассен Маргот Марсман                                                                 | Плавание                    | Женщины, эстафета 4 x 100 м вольным стилем |
| Бронза  | Кос де Йонг | Парусный спорт              | Класс «Светлячок»                          |
| Бронза  | Адрианюс Мас Эдвард Стюттерхейм | Парусный спорт              | Класс «Звёздный»                           |
| Бронза  | Брам Харите | Тяжёлая атлетика            | Мужчины, свыше 82,5 кг                     |
| Бронза  | Хенк Бауман Пит Бромберг Андре Бурстра Харри Деркс Хан Дрейвер Рупи Крёйзе Йенне Лангхаут Дик Логгере Тон Рихтер Эдди Тил Вим ван Хел Дик Эссер | Хоккей на траве             | Мужчины                                    |
| Бронза  | Кор Брасем Йоп Кабаут Хенни Кетелар Нейс Коревар Йоп Рохнер Фритс Рёймсотел Пит Саломонс Фритс Смол Ханс Стам Рюд ван Феггелен                  | Водное поло                 | Мужчины                                    |